# 춘천혈거유지
춘천혈거유지(春川穴居遺址)는 대한민국 강원특별자치도 춘천시 후평동에 있는, 신석기시대 말기 이곳에 살았던 사람들이 만들어 놓은 동굴 주거지이다. 1971년 12월 16일 강원특별자치도의 기념물 제1호로 지정되었다.

## 지정 사유
신석기시대 말기 이곳에 살았던 사람들이 만들어 놓은 동굴 주거지이다. 1962년 성심여자대학교(현재의 한림대학교)의 신축공사 중 우연히 발견되었다.
봉의산 중턱 동쪽 기슭의 경사면을 이용해 동굴처럼 파서 만든 것으로, 내부바닥은 직경 4m의 원형이고, 천장의 최고 높이는 2.1m이다. 또한 천장에 연기로 그을린 흔적이 있어 당시 불을 사용하던 사람이 있었음을 알 수 있고, 그 이후에 어떠한 이유인지 모르나 무덤으로 사용된 것으로 보인다.
이곳에서 3인의 사람뼈가 발견되었고, 돌도끼, 돌화살촉, 돌끌, 돌방망이, 빗살무늬토기 등 많은 유물이 출토되었다. 약 5000년전 신석기시대의 것으로 추정된다.

## 참고 문헌
- 춘천혈거유지 - 국가유산청 국가유산포털